# 弁天島 (広島市)
弁天島（べんてんじま）は広島湾に浮かぶ無人島。大弁天、大カクマ島（大珈玖摩島）ともいう。本項では北0.4㎞の場所にある小弁天島（こべんてんじま）についても述べる。

## 地理
広島港の南西約6㎞、似島の家下港の西約2.5㎞の場所にある。住所は峠島や小弁天島と同様に広島県広島市南区仁保に属する。周辺海域はカキの養殖場になっている。

## 島内
- 島全体が弁天島緑地として南区役所に管理されており、公衆トイレも設置してある[3]。
- 小弁天島とともに小海食洞を多く持つ[1]。
- 南東海岸は埋め立てられている[1]。
- 旧日本海軍の高射砲陣地跡が残る[1]。
- クロダイ（チヌ）などの磯釣りのポイントとしても知られる[1]。
- 2018年4月にテレビ番組「釣りごろつられごろ」で当島がカレイの釣り場として放送された[4]。

## 歴史
1825年の芸藩通志には本島を指す珈玖摩島とある。戦前は料亭の羽田別荘が所有し、魚料理や少女歌劇で客をもてなしたり、海水浴場を開設したりしていた。

## 交通
定期船は運航されていない。羽田別荘が所有していた頃は宇品から小型船が出ていた。

## 小弁天島
小弁天島は弁天島の北0.4㎞にある。小カクマ島（小珈玖摩島）ともいう。こちらも、弁天島と同様に無人島で定期航路も存在しない。
先述した通り、海食洞を多く持つ。島の周囲は崖で囲まれており、体力に自信がなければ上陸は困難である。